# 돈 태우기

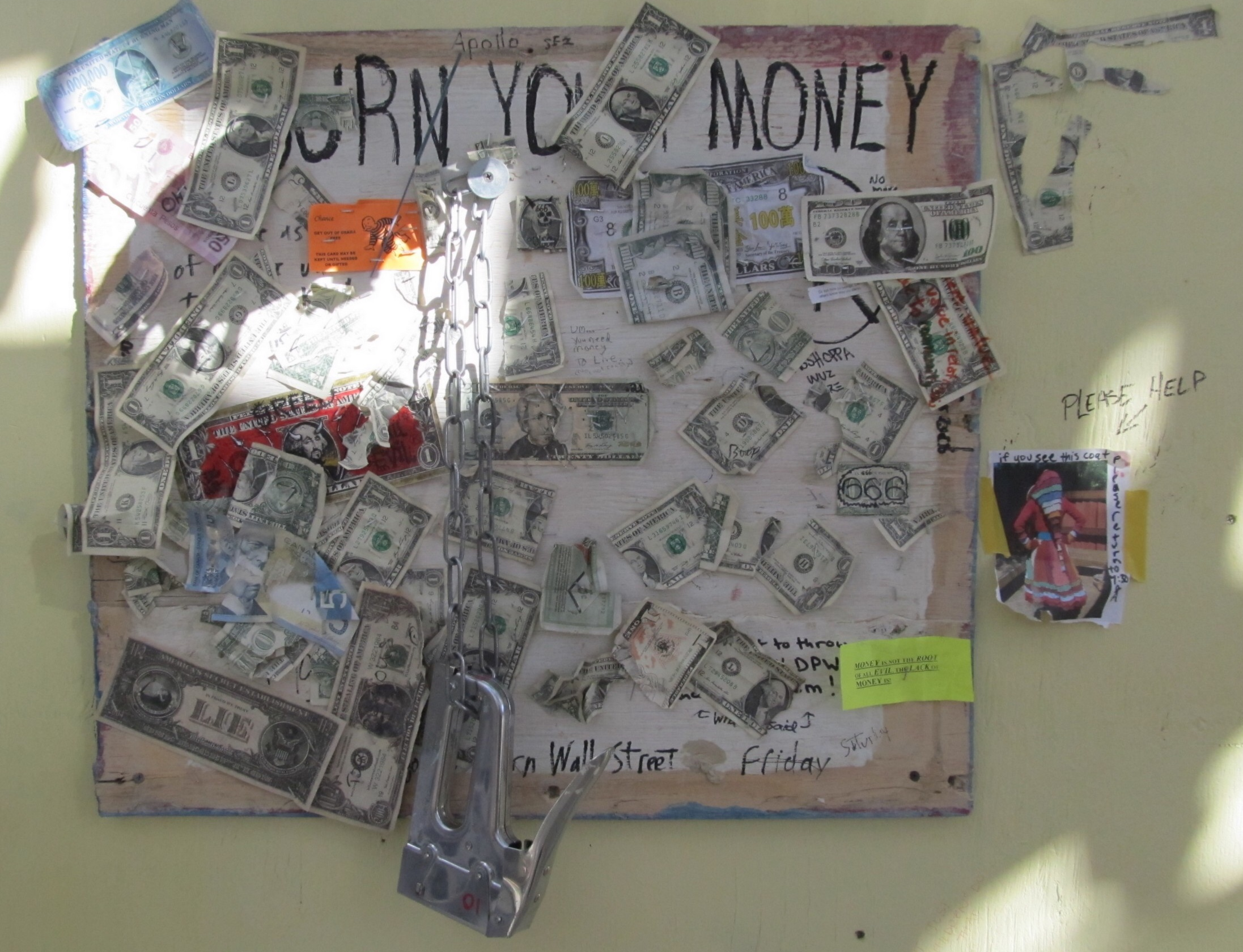
버닝맨 행사 중앙캠프에 전시된 참여형 예술 Burn Your Money, 후일 '월가를 태우자'라는 예술로 불태워졌다.

돈 태우기는 의도적으로 돈을 파괴하는 행위이다. 문자 그대로 지폐에  불을 붙이는 행위를 의미한다. 돈을 태우는 행위는 소유자의 부를 감소시키지만, 다른 사람의 부를 직접적으로 증가시키지 않는다.
돈을 태우는 행위는 예술적 효과, 항의의 형태, 경제학적 신호 효과 등 메시지를 전달하기 위한 것이다. 게임 이론에서는 이익을 얻기 위해 돈 태우기 전략을 통해 사용하는 경우도 있다. 몇몇 국가에서는 돈 태우기가 불법이다.

## 거시경제 효과
거시경제학의 목적상, 돈을 태우는 행위는 유통되는 통화를 제거하고 영원히 누구도 사용할 수 없게 하는 것과 같다. 이 행위는 통화량을 축소하고, 누구나 할 수 있는 통화 정책의 특수 사례이다. 중앙은행은 국채나 외화를 팔아 유통되는 돈을 회수한다. 돈을 태우는 경우는 중앙은행이 어떠한 자산과도 교환해줄 필요가 없고, 중앙은행(또는 화폐 발권 기관)에 돈을 무상으로 돌려주는 것과 같다. 경제가 완전 고용 평형 상태일 경우, 디플레이션 (또는 인플레이션 비율)이 감소하여, 유통 중인 화폐의 실질 가치가 증가한다,.
불에 탄 돈이 무시할 수 있는 내재 가치를 가진 지폐라고 가정하면, 재화가 소실된 것이 아니기 때문에 세계의 전반적인 부는 영향이 없고, 살아남은 모든 돈은 가치가 약간 상승한다. 모든 사람은 이미 가지고 있는 돈의 양에 비례해서 부를 얻는다.
경제학자 스티븐 랜즈버그는 저서 《안락의자의 경제학자》에서 돈을 태우는 것이 재무부에 양도하는 것보다 더 평등한 자선에 가깝다고 주장했다.  1920년에 토마스 닉슨 카버는 돈을 바다에 버리는 것이 돈을 (고용된 노동과 함께) 낭비하는 것보다 사회에 더 좋다고 썼다.

### 반대 사례
중앙은행은 새 화폐와 교환된 낡아빠진 동전과 지폐를 정기적으로 수거해 파기한다. 이는 통화 공급에 영향을 미치지 않으며, 사용 가능한 통화의 상태를 좋게 유지하기 위해 수행된다. 그 과정은 흥미로운 가능성을 제기한다. 개인이 중앙은행이 수거한 돈을 태워 버리기 전에 돈을 훔칠 수 있다면, 그 효과는 돈을 태우는 것과 반대가 되어 도둑은 사회의 다른 구성원의 희생으로 부유해진다. 잉글랜드 은행의 화폐 소각장에서 구권이 도둑 맞은 사건은 2001년의 핫 머니와 2008년의 매드 머니 두 편의 영화에 영감을 주었다.
또다른 잘 알려진 반대 사례는 위조지폐 제작이다.  적발되지 않은 위조지폐는 기존 화폐의 가치를 떨어뜨려 사회의 해악이 된다. 대부분의 국가에서 위폐가 불법이고, 수사당국의 적극적인 조사를 대상인 이유 중 하나이다. 위조비용을 분석하는 또 다른 방법은 중앙은행의 통화정책의 효과를 고려하는 것이다. 미국의 경우, 연방준비제도가 인쇄한 달러로 미국 국채를 매입하는데 이 채권의 수익 (나중에는 이자)가 미국 재무부로 넘어간다. 위조 지폐로 인해 미국 재무부가 잃은 수익 또는 이자는 결국 미국 납세자에게 전가된다.

## 목적
돈을 태우는 것은 보통 순전히 부정적인 행동으로 보인다. 강박적으로 돈을 태우려하는 개인이 있다면 이는 정신질환의 징후일 수 있으며, 이 경우 법률에 따라 정신건강 전문의의 자문에 따라 스스로의 재정을 파괴하지 않도록 구속할 수 있다.
돈을 태우는 것의 인지적 영향은 유용한 동기적 도구가 될 수 있다: 손톱물기 질환이 있는 사람에게 해당 습관을 할 때마다 돈을 태우게 한 경우가 자기 징벌 훈련을 대체할만큼 효과적이지는 않았지만, 대조군 그룹에 비해서는 효과가 있었다고 보고되었다.
한편, 돈을 태우는 것이 그렇게 불합리하지 않을 수도 있는 상황도 있다.
고대 그리스의 철학자 아리스티포스는 해적을 만나자 스스로의 돈을 세어 바다에 빠뜨렸다. 키케로는 "바다에 돈을 던지는 쓸모없는 행동이다. 그러나 아리스티푸스가 그랬을때의 복안은 다른 경우다."라고 논평했다.
영국은 2015년경부터 돈 타기에 대한 관심이 급증했다.  '미스테리움' 도서 및 인터내셔널 타임즈에 재인쇄된 'Kinded Spirit' 기사에서 언급된 바에 따르면, 매년 가을 런던의  칵핏 극장에서  사람들이 돈을 태울 수 있는 매스번 행사를 개최한다.

### 상징주의

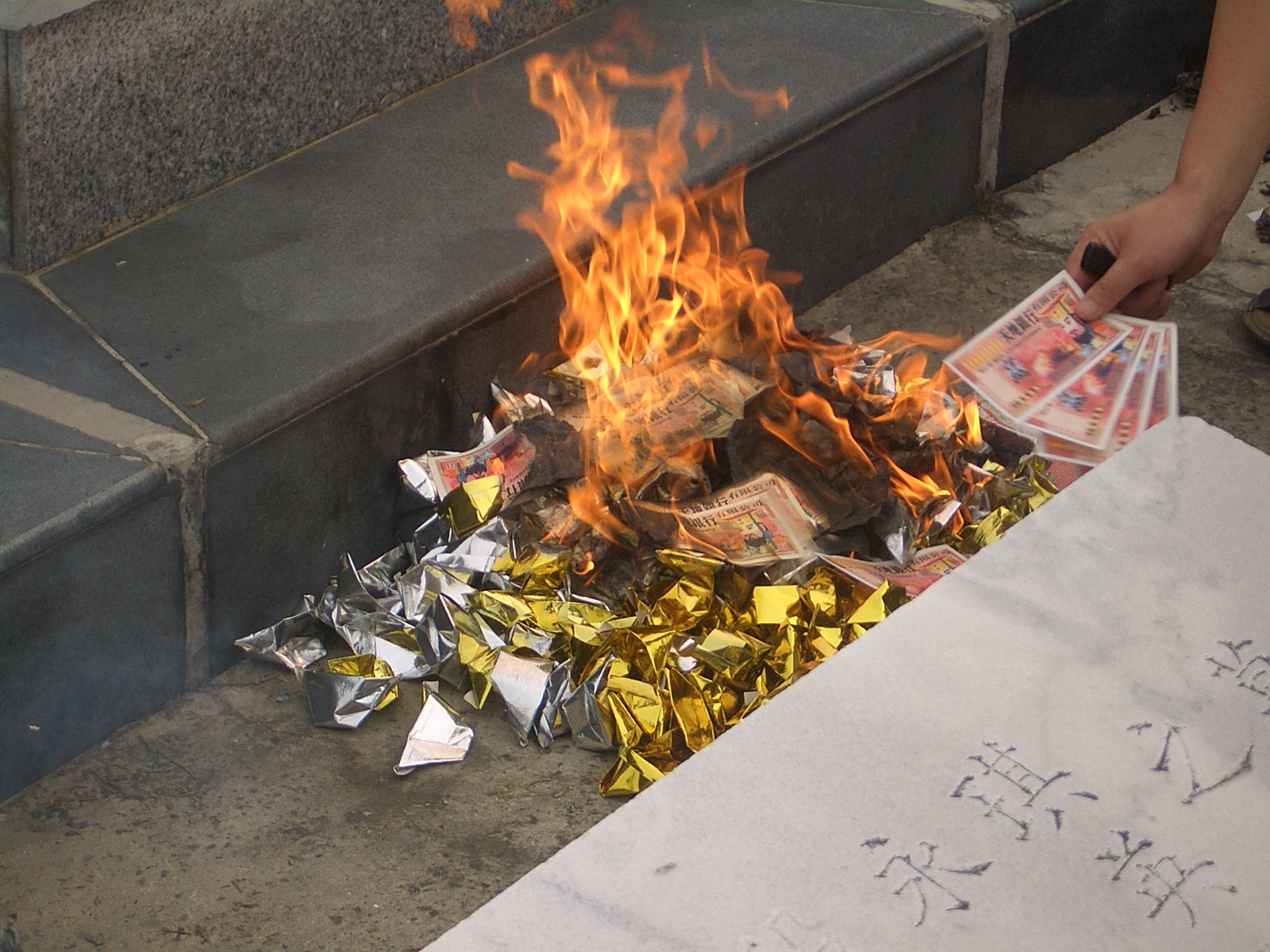
중국에서 백중날 태우는 금종이

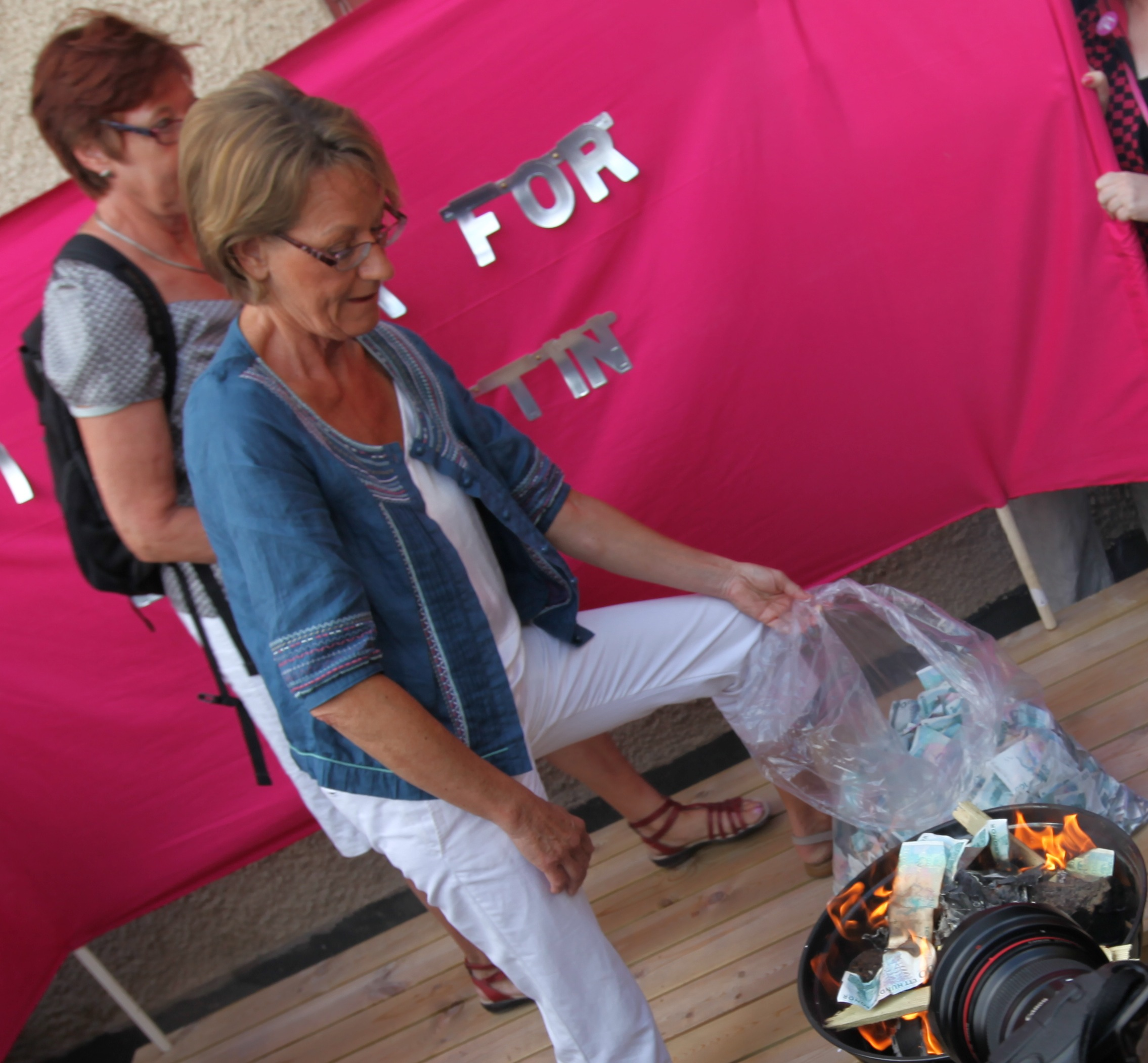
스웨덴 정치인 구드룬 쉬만이 스웨덴 크로네 지폐에 불을 붙이고 있다.

공개적으로 돈을 태우는 것은 항의 행위나 예술 행위 일 수 있다. 돈의 무가치함을 강조하기 위한 경우가 많다.
1984년에 세르주 갱스부르는 중과세에 항의하기 위해 텔레비전에서 500 프랑스 프랑 지폐를 불에 태웠다.
1994년 8월 23일 K Foundation (빌 드러몬드와 지미 커터로 구성된 듀오)은 스코틀랜드 주라 섬에서 영국 돈 100만 파운드를 태웠고, 듀오는 연소에 대한 동기를 충분히 설명하지 못했다.
1995년 영화 "데드 프레지던트"에서 카일 쿠퍼가 연출한 타이틀 시퀀스는 미국 연방은행권을 태우는 모습을 촬영한 것이었는데 이틀 간의 종이 실험과 촬영이 필요했다.
18세기 초,  뉴욕시  법원은 자신들이 모은 위조지폐를 공개적으로 불태워서 위험하고 무가치함을 보였다.
전통적인 중국과 베트남의 제사에서 금 종이를 태우는 것은 죽은 사람이 내세에서 돈을 사용해 안락하게 살기를 기원하는 의식이었다.
2010년 스웨덴의 여성주의구상 정당의 대변인 구드룬 쉬만은 남성과 여성의 임금불평등에 대한 연설에서 10만 크로네를 불에 태웠다.

### 게임 이론
게임 이론에서의 돈 태우기 위협은 플레이어의 전략에 영향을 줄 수 있다. 전형적인 성 대결 모형에서 돈을 태우는 능력은 실제로 돈을 태우지 않고도 원하는 균형을 이룰 수 있게 한다.

### 상품가치
불환화폐는 때때로 돈으로 사용되기보다 파괴되어 상품으로 전환하는 경우도 있다. 때때로, 인플레이션으로 인해 액면가치가 내재가치보다 떨어질 때 일어난다. 2007년 인도의 루피 동전은 액면가가 스테인리스 강 값 아래로 떨어지자 시장에서 사라졌다. 마찬가지 이유로, 1965년 미국 정부는 쿼터 주화를 은화에서 구리-니켈 합금으로 바꾸었다. 동전의 은화가치가 액면가치를 넘어서서 이윤을 위해 녹이는 사람이 많았기 때문이다. 바이마르 공화국의 인플레이션이 최고조일 때, 사람들을 지폐를 땔감으로 사용하였다.1969년 스위스 5프랑 동전에서도 같은 일이 일어났고, 사람들은 동전을 은괴로 녹였다.